# Aleksander Michałowski
Aleksander Michałowski (5. května 1851, Kamieniec Podolski – 17. října 1938, Varšava) byl polský klavírista, hudební skladatel a pedagog.

## Životopis
Studoval v Lipsku u Ignaze Moschelese a Carla Reinecka. Tam také debutoval jako klavírista v roce 1868 koncertem e-moll Chopina v sále lipského Gewandhausu. Ve studiích pokračoval u Karola Tausiga a u Karola Mikuleho, žáka Chopina.
Byl profesorem na varšavské konzervatoři a poté na Vyšší hudební škole Fryderyka Chopina. Byl uznávaným interpretem Chopinových skladeb a pedagogem. Je uváděn jako jeden z tvůrců polské klavírní školy přelomu 19. a 20. století. Mezi jeho žáky patřili Róża Etkin, Jerzy Lefeld, Wanda Landowska, Heinrich Neuhaus, Jerzy Żurawlew a Wladyslaw Szpilman.